# Ensor Air
Ensor Air byla česká soukromá charterová letecká společnost, založena na jaře roku 1992, zanikla o 2 roky později. Sídlila v Praze a létala z Ruzyňského letiště. Zaměřila se na nepravidelnou dopravu, pro různé cestovní kanceláře létala zejména na Kanárské ostrovy, Mallorcu a do Tuniska. Byla výhradním přepravcem fotbalových mužstev Sparta a Slavia.

## Historie
První obchodní let uskutečnila 11. dubna 1992 z Prahy do tureckého Dalamanu. Za své působení využívala dva letouny Tupolev Tu-154 a Iljušin Il-62M, všechna letadla byla pronajata od vládní letky. Na začátku března 1994 se společnost dostala do finančních problémů, které vyústily v zastavení provozu. Tupolevy a Iljušin byly vráceny pronajímateli. Na základech této letecké společnosti vznikla letecká společnost Georgia Air Prague.

## Flotila

### Celkově
Ensor Air za celou svou dobu působení provozovala tři následující letouny:
| Typ               | počet | od        | do        | pasažéři | poznámky | imatrikulace            |
| ----------------- | ----- | --------- | --------- | -------- | --- | ----------------------- |
| Tupolev Tu-154B-2 | 1     | jaro 1992 | jaro 1994 | 164      | Vyroben v roce 1981 pro Státní letecký útvar ČSR. Pronajat vlády ČR, v roce 1994 prodán společnosti Tatarstan Airlines. | OK-LCP (původně OK-BYB) |
| Tupolev Tu-154M   | 1     | září 1992 | jaro 1994 | 150      | Vyroben v roce 1990 pro Státní letecký útvar ČSR. Pronajat vlády ČR, později navrácen a od roku 1997 začal létat u Travel Service.                                                                                            | OK-VCP                  |
| Iljušin Il-62M    | 1     | září 1993 | jaro 1994 | 174      | Vyroben v roce 1986 pro Státní letecký útvar ČSR (prezidenta Husáka). Pronajat od vlády ČR. Přes zimu létal pro africké letecké společnosti. Později byl vrácen vládě ČR, létal pro Václava Havla a poté byl prodán do Ruska. | OK-BYZ                  |
| Celkem            | 3     |           |           |          | |                         |